# كريس فلوري
كريس فلوري (بالإنجليزية: Chris Flory)‏ هو عازف قيثارة جاز وعازف جاز وملحن أمريكي، ولد في 13 نوفمبر 1953 في جنيف في الولايات المتحدة.

## وصلات خارجية
- كريس فلوري على موقع ميوزك برينز (الإنجليزية)
- كريس فلوري على موقع أول ميوزيك (الإنجليزية)
- كريس فلوري على موقع ديسكوغز (الإنجليزية)